# Sviatoslav Richter
Sviatoslav Teofílovich Ríjter (en ruso: Святосла́в Теофи́лович Ри́хтер; Zhitómir, 20 de marzo de 1915–Moscú, 1 de agosto de 1997) fue un pianista soviético, reconocido como uno de los más grandes pianistas del siglo XX, célebre por la profundidad de sus interpretaciones, su virtuosa técnica y su amplio repertorio.

## Biografía
Richter nació en Zhitómir, Gobernación de Volinia, Imperio Ruso, de padre alemán de Rusia y madre rusa. Creció en Odesa. Fue autodidacta, algo poco habitual en estos casos, aunque su padre -pianista y organista- y uno de los alumnos de su padre -un arpista checo- le dieron una educación musical básica.  Richter era un excelente lector a primera vista, y practicaba regularmente con las compañías locales de ópera y ballet. Empezó a trabajar en el Teatro de Ópera y Ballet de Odesa como pianista acompañante en los ensayos.

### Inicios
El 10 de marzo de 1934, dio su primer recital en el club de ingenieros de Odesa, pero no empezó a estudiar formalmente piano hasta tres años después, cuando decidió buscar a Heinrich Neuhaus, famoso pianista y profesor en el Conservatorio de Moscú. Durante la audición, Neuhaus le susurró a otro estudiante: "Este hombre es un genio". Aunque Neuhaus dio clase a muchos grandes pianistas, entre ellos Emil Gilels, Radu Lupu, y Jean-Marc Savelli se dice que consideraba a Richter su "alumno genial, al que había estado esperando toda la vida", a la vez que admitía que no había podido enseñarle "nada".
En sus comienzos, Richter también hizo sus pinitos en la composición, e incluso parece que tocó algunas de sus composiciones en la audición de Neuhaus. Sin embargo, abandonó la composición poco después de mudarse a Moscú. Años después, explicó esta decisión: "Quizás la mejor manera de explicarlo es que no tiene sentido traer más mala música al mundo".
En 1940, todavía estudiante, estrenó la Sonata para piano n.º 6 de Serguéi Prokófiev, compositor a cuyas obras quedaría asociado para siempre. Se hizo famoso por ser expulsado dos veces en su primer año en el conservatorio.

### Tras el telón de acero
Richter conoció a la soprano Nina Dorliak en 1943. Poco después la acompañó en un programa que incluía canciones de Nikolái Rimski-Kórsakov y Prokófiev. "Éste fue el primer encuentro de una asociación que duraría el resto de sus vidas. Richter y Dorliak se casaron en 1945 oficialmente y fueron compañeros inseparables. Ella era el contrapunto a su naturaleza impulsiva. Le daba cuerda a su reloj, le recordaba sus citas y organizaba sus compromisos profesionales".
En 1949, ganó el Premio Stalin, lo cual lo llevó a dar varias giras de conciertos en la URSS, Europa del Este y China. Richter dio sus primeros conciertos fuera de la Unión Soviética en Checoslovaquia en 1959. En 1952, Richter fue invitado a interpretar el papel de Franz Liszt en la película sobre la vida del compositor Mijaíl Glinka, llamada Kompozítor Glinka (en ruso: Композитор Глинка) dirigida por Grigori Aleksándrov. El papel principal fue interpretado por Borís Smirnov.
En 1960, desafió a las autoridades al tocar en el funeral de Borís Pasternak.

### En Occidente
Richter se dio a conocer en Occidente gracias a grabaciones de los años 50. Uno de sus primeros defensores fue Emil Gilels, quien durante su primera gira estadounidense, en la que recibió magníficas críticas, dijo: "Esperen a escuchar a Richter".
Richter dio sus primeros conciertos en Europa Occidental en mayo de 1960, cuando se le permitió tocar en Finlandia. Ese mismo año le fue permitido tocar en Estados Unidos. Su debut tuvo lugar el 15 de octubre de 1960 en Chicago, donde tocó el Concierto para piano nº 2 de Johannes Brahms, acompañado de la Orquesta Sinfónica de Chicago y Erich Leinsdorf, y consiguió muy buenas críticas. La gira de 1960 culminó con una serie de conciertos en el Carnegie Hall.
Sin embargo, Richter afirmó que no le gustaba tocar en Estados Unidos. A causa de un incidente en 1970 en el Alice Tully Hall de Nueva York, cuando un grupo de manifestantes antisoviéticos irrumpió en un concierto de Richter y David Óistraj, Richter juró que no volvería.
En 1961, tocó por primera vez en Londres. Su primer recital, con obras de Haydn y Serguéi Prokófiev fue recibido con hostilidad por los críticos británicos. Concretamente, Neville Cardus dijo que su estilo era "provinciano", y se preguntaba por qué había sido invitado a Londres, si tenía la ciudad tantos pianistas de "segunda clase" propios. Tras el concierto del 18 de julio de 1961, donde interpretó los dos conciertos para piano de Franz Liszt, los críticos cambiaron de parecer.

### Últimos años
Aunque disfrutaba al dar conciertos en público, Richter odiaba planear las temporadas de conciertos, y en sus últimos años solía tocar en conciertos anunciados con poca antelación, en salas pequeñas y oscuras, tan solo con una lámpara para iluminar la partitura. Richter afirmaba que de esta manera el público podía concentrarse en la música, en vez de en sucesos irrelevantes como los gestos y muecas del intérprete. Era un fanático de la marca YAMAHA de pianos y solía llevar su propio instrumento a todos los recitales. En más de alguna ocasión tuvo problemas en las aduanas al tratar de pasar el instrumento que a veces llevaba en un remolque. También se planteó tocar gratis al final de su vida y en muchas ocasiones renunció a cuantiosos emolumentos por tocar en pequeñas poblaciones por un caché económico similar al de cualquier pianista principiante. Si no se veía capaz de tocar bien alguna de las piezas acordadas, no dudaba en anular el recital.
En 1986, Richter se embarcó en una gira de seis meses por Siberia y dio unos 150 recitales; a veces tocaba en pueblos pequeños, donde ni siquiera había una sala de conciertos.  Se dice que, en sus últimos años, Richter contempló la posibilidad de dar conciertos gratis.
Al final de los años 80, la técnica de Richter decayó parcialmente debido a su edad y a problemas de corazón.  Este proceso de envejecimiento continuó en los 90, y le causó gran frustración. Sin embargo, en 1995 seguía tocando las piezas más difíciles del repertorio pianístico, incluyendo el ciclo Miroirs de Maurice Ravel, la Sonata para piano n.º 2 de Serguéi Prokófiev, y los estudios y Balada n.º 4 de Frédéric Chopin.
Su última interpretación grabada fue un concierto de 1994 con la Orquesta Sinfónica Shinsei de Japón y su amigo Rudolf Barshái como director, en el que tocó tres conciertos de Mozart.
El último recital tuvo lugar en una reunión privada en Lubeca, Alemania, el 30 de marzo de 1995. El programa incluyó dos sonatas de Haydn y las Variaciones y fuga sobre un tema de Beethoven, de Max Reger, pieza para dos pianos que interpretó con el pianista Andreas Lucewicz.
Richter murió en su casa a las afueras de Moscú, de un ataque al corazón. Había atravesado un largo periodo de depresión debido a su incapacidad para actuar en público. En el momento de su muerte, Richter estaba aprendiendo los Fünf Klavierstucke, D. 459, de Schubert.
Nunca se sintió plenamente identificado con el régimen soviético aunque tampoco ofreció mayores problemas a las autoridades rusas. Hizo lo que quiso consciente del reconocimiento que se le dispensaba, y no dudó tanto en solidarizarse con otros colegas músicos cuando estos cayeron en desgracia como en tocar por deseo propio y a modo de homenaje durante los funerales celebrados por la muerte de Stalin. Jamás se planteó abandonar definitivamente la URSS porque viajaba al extranjero cuando quería y porque no le gustaba el modo de vida estadounidense y su irradiación occidental.

## Premios y reconocimientos
- Premio Musical Léonie Sonning (1986; Dinamarca)
- Doctor de Música honoris causa por la Universidad de Oxford[24]

## Estilo interpretativo
Sviatoslav Richter fue un pianista que unía a su prodigiosa técnica un disciplinado afán por resultar siempre fiel a la partitura. Efectuaba todas las repeticiones indicadas en la partitura y sentía entusiasmo en el desarrollo de su técnica. Confesaba que casi nunca se ejercitaba con complicadas escalas y se burlaba de quienes se sometían a un entrenamiento a manos separadas. Era muy crítico con sus propias interpretaciones y llegó al extremo de vetar una grabación discográfica de Bach al apercibir que había ejecutado mal una nota. Nunca tocaba una pieza de repertorio si descubría que otros ejecutantes la ejecutaban extraordinariamente bien.  También podía renunciar a piezas que había tocado en el pasado por considerarlas demasiado conocidas por el público. Le gustaba introducir nuevo repertorio en cada recital y de esta forma alcanzó un considerable registro de obras ejecutadas. Solía tocar con partitura a la vista no solo por solventar cualquier imprevista falta de memoria, sino por asumir que tocar de memoria podía significar un menosprecio hacia el compositor. Llegó a ser un lector a primera vista fenomenal (al igual que W. Gieseking). Aparte de ello era un estudioso verdaderamente compulsivo, llegando a estudiar hasta 12 horas diarias, incluso después de dar un concierto. 
El dinamismo de sus ejecuciones era de gran intensidad. En cierta ocasión el director Guennadi Rojdestvenski manifestó con relación a él: “Richter tenía una energía tremenda....tocamos dos veces juntos y en ambos casos hubo bastante dificultad dado que en vez de colaborar con uno, más bien trataba de chocar”.

## Repertorio
En palabras del propio Richter, "mi repertorio da para unos ochenta programas diferentes, sin contar la música de cámara". Efectivamente, el repertorio de Richter se extendía desde Handel y Bach hasta Karol Szymanowski, Alban Berg, Anton Webern, Ígor Stravinski, Béla Bartók, Paul Hindemith, Benjamin Britten, y George Gershwin, aunque con importantes omisiones como las Variaciones Goldberg, de Bach; la Sonata para piano n.º 21 Waldstein, la Claro de Luna, el Concierto para piano n.º 4 y el Concierto para piano n.º 5 de Beethoven, la Sonata en la mayor D. 959 de Schubert, el Concierto para piano n.º 3 de Prokófiev y el Concierto para piano n.º 3 de Rajmáninov.
Richter trabajaba incansablemente para aprender nuevas obras. Por ejemplo, a finales de los 80 aprendió las variaciones sobre Paganini y Handel de Brahms, y en los 90, los estudios de Debussy, los conciertos para piano de Saint-Saëns, Gershwin, Mozart, así como sonatas de Bach y Mozart que no había incluido previamente en sus programas. De hecho, Richter estaba aprendiendo música cuando murió.
En su repertorio eran obras fundamentales las de Franz Schubert, Robert Schumann, Beethoven, J.S. Bach, Chopin, Liszt, Prokófiev, Claude Debussy y otros muchos. Se dice que aprendió de memoria el segundo libro de El clave bien temperado de Bach en un mes.
Richter fue un pianista que penetraba profundamente en cada autor que interpretaba. Cuando tocaba a distintos compositores parecía que eran pianistas diferentes debido a su versatilidad estilística. Fue un artista en constante e incansable búsqueda de perfección. Su gusto por el arte lo llevó a ser también un excelente pintor. Richter tuvo un papel muy importante en la difusión de la obra de Benjamín Britten, el cual hasta 1963 nunca pudo ser ejecutado en la Unión Soviética.
Estrenó la Sonata nº 7 de Prokófiev, que estudió en cuatro días, y la n.º 9, que Prokófiev le dedicó. Además de su carrera como solista, dio también conciertos de música de cámara con compañeros como Mstislav Rostropóvich, Rudolf Barshái, David Óistraj, Oleg Kagán, Yuri Bashmet, Natalia Gutman, Zoltan Kocsis, Elisabeth Leonskaja, Benjamin Britten y los miembros del Cuarteto Borodín. Richter también acompañó a menudo a cantantes como Dietrich Fischer-Dieskau, Peter Schreier, Galina Pisarenko y, por supuesto, su compañera Nina Dorliak.

## Discografía selecta
- Beethoven: Las sonatas para violonchelo. Con Rostropovich 1963 (Philips).
- Beethoven: Triple concierto; Brahms: Doble concierto. Con Karajan; Berliner Philharmoniker; Cleveland Orchestra; Oistrakh; Rostropovich; Szell, 1970 (EMI).
- Beethoven: Concierto para piano n.º 1; Sonatas para piano n.º 22 & 23. Con la Sinfónica de Boston; Charles Münch (BMG, RCA).
- Beethoven: Sonata para piano n.º 17 "Tempestad". Schumann: Fantasía (EMI).
- Brahms: Concierto para piano n.º 2. Con la Sinfónica de Chicago; Leinsdorf, 1960 (RCA Red Seal, RCA Italiana). Grammy 1961.
- Brahms: Sonatas para piano n.º 1 & 2. 1961 (Decca).
- Brahms: Concierto para piano n.º 2; Schumann: Sonata para piano n.º 2. Con Lorin Maazel; Orchestre de Paris. 1961 (EMI, Warner).
- Chaikovsky & Rajmáninov: Concierto para piano n.º 1; Concierto para piano n.º 2. Con Wislocki; Karajan; WPO (Deutsche Grammophon).
- Chaikovsky & Rajmáninov: Concierto para piano n.º 1; Preludios op. 23 & 32. Con Karajan; WPO (Deutsche Grammophon).
- Dvořák: Quintetos con piano op. 5 & 81. Con Borodin Quartet, 1982 (Philips).
- Dvořák: Concierto para piano; Schubert: Wanderer-Fantasie. Con Carlos Kleiber; Sinfónica de la Radio de Baviera (Warner Great Recordings of the Century).
- Haydn: Sonatas para piano. 1992 (Decca).
- Franck: Quinteto con piano; Liszt: Harmonies poétiques et religieuses; Ave Maria. Con Borodin Quartet. 1991 (Philips).
- Grieg & Schumann: Conciertos para piano (EMI).
- Liszt: Los conciertos para piano; Beethoven: Sonatas para piano n.º 10, 19 & 20. Con Kiril Kondrashin; Sinfónica de Londres (Philips).
- Mozart: Sonatas para piano. 1993 (Universal).
- Mozart: Sonatas para piano n.º 4, 8 & 16. 1990 (Philips).
- Mozart: Concierto para piano n.º 20 K.466; Beethoven: Concierto para piano n.º 3. Con Kurt Sanderling; Stanislaw Wislocki; Filarmónica Nacional de Varsovia; Wiener Symphoniker (Deutsche Grammophon).
- Mozart & Beethoven: Sonatas para violín. Con Oleg Kagan (EMI, Warner).
- Prokófiev: Concierto para piano n.º 5; Sonata para piano n.º 8. Con Witold Rowicki; Filarmónica Nacional de Varsovia, 1997 (Deutsche Grammophon).
- Schubert: Winterreise; Sonata para piano en do mayor D. 840. Con Peter Schreier 1985 (Philips).
- Schubert: Lieder. Con Fischer-Dieskau 1978 (Deutsche Grammophon).
- Schubert: Quinteto La trucha & Fillers (EMI, Warner).
- Schumann: Concierto para piano; Waldszenen; Toccata. Con Rowicki; Wislocki (Deutsche Grammophon).
- Schumann: Fantasía en do mayor; Faschingsschwank aus Wien; Papillons. 1992 (EMI, Warner).
- Wolf: Mörike-Lieder. Con Fischer-Dieskau 1975 (Deutsche Grammophon).
- Richter. Pianist of the century. Grabaciones completas DG. 1956; 1962 (Deutsche Grammophon).
- Richter. Solo recordings. 2014 (Decca).
- Richter. Grabaciones completas Decca, Philips & Deutsche Grammophon. Edición limitada. 2014 (Decca).
- Sviatoslav Richter: The Sofia Recital. 1958 (Philips).
- Richter Plays Beethoven, Vol. 4. 1993 (Universal).
- Richter Plays Schubert, Vol. 5. 1993 (Universal).
- Richter Plays Haydn, Weber & Beethoven. 1994 (Universal).
- Richter the Master. Bach & Chopin. 1993 (Universal).
- The Very Best of Sviatoslav Richter. (EMI, Warner).
- Richter. The Teldec Recordings. Borodin Quartet; Elisabeth Leonskaja; Orchestra di Padova e del Veneto; Yuri Bashmet, 1995, 1997 (Teldec).
- Richter: In Memoriam. 1997 (Deutsche Grammophon).
- Sviatoslav Richter Recital. 1994 (Deutsche Grammophon).
- Britten at Aldeburgh: Piano Duets. Benjamin Britten (BBC, Decca).